# Dominique Thorne
Dominique Thorne (* 8. November 1997 in Brooklyn, New York City, New York) ist eine US-amerikanische Schauspielerin.

## Leben
Thorne wurde am 8. November 1997, nach anderen Angaben am 5. November 1997, in New York City als Tochter von Nerissa Guy und Navie Guy geboren. Ihre Eltern sind Immigranten aus dem Inselstaat Trinidad und Tobago. Sie hat zwei Brüder. Ihre ersten Schritte als Schauspielerin ging sie während ihres Studiums an der Professional Performing Arts High School, als sie in mehreren Theaterproduktionen in New York City mitwirkte. 2015 wurde sie zum National YoungArts Winner for Spoken Theatre ernannt. Im selben Jahr wurde sie mit dem United States Presidential Scholar in the Arts, einer prestigeträchtigen Auszeichnung, die von der Kommission des Weißen Hauses verliehen wird, ausgezeichnet. Aus jedem Bundesstaat wird jeweils eine junge Frau und ein junger Mann, die sich durch gemeinnützige Arbeit, künstlerische Exzellenz und Führungsqualitäten auszeichnen, mit dem Preis gewürdigt. Als Teil des Ensembles der Youth Company des MCC Theatre wirkte sie an mehreren Bühnenstücken mit.
Sie debütierte 2018 im Spielfilm Beale Street in der Rolle der Sheila Hunt. 2019 stellte sie im Film Judas and the Black Messiah die Rolle der Judy Harmon dar. Einem breiten, internationalen Publikum wurde sie 2022 im Blockbuster Black Panther: Wakanda Forever in der Rolle der erfinderischen Studentin Riri Williams bekannt. Dieselbe Rolle wird sie in der 2025 erscheinenden Serie Ironheart erneut verkörpern.

## Filmografie (Auswahl)
- 2018: Beale Street
- 2019: Judas and the Black Messiah
- 2022: Black Panther: Wakanda Forever
- 2024: Freaky Tales
- 2024: What If…? (Fernsehserie, Episode 3x05)
- 2025: Ironheart (Fernsehserie, 6 Episoden)